# Oberloisdorf
Oberloisdorf (ungerska: Felsőlászló, kroatiska: Nadrloštrof) är en ort och kommun i Österrike. Den ligger i distriktet Oberpullendorf i förbundslandet Burgenland, i den östra delen av landet, 90 km söder om huvudstaden Wien. 